# Nieuw Erenstein

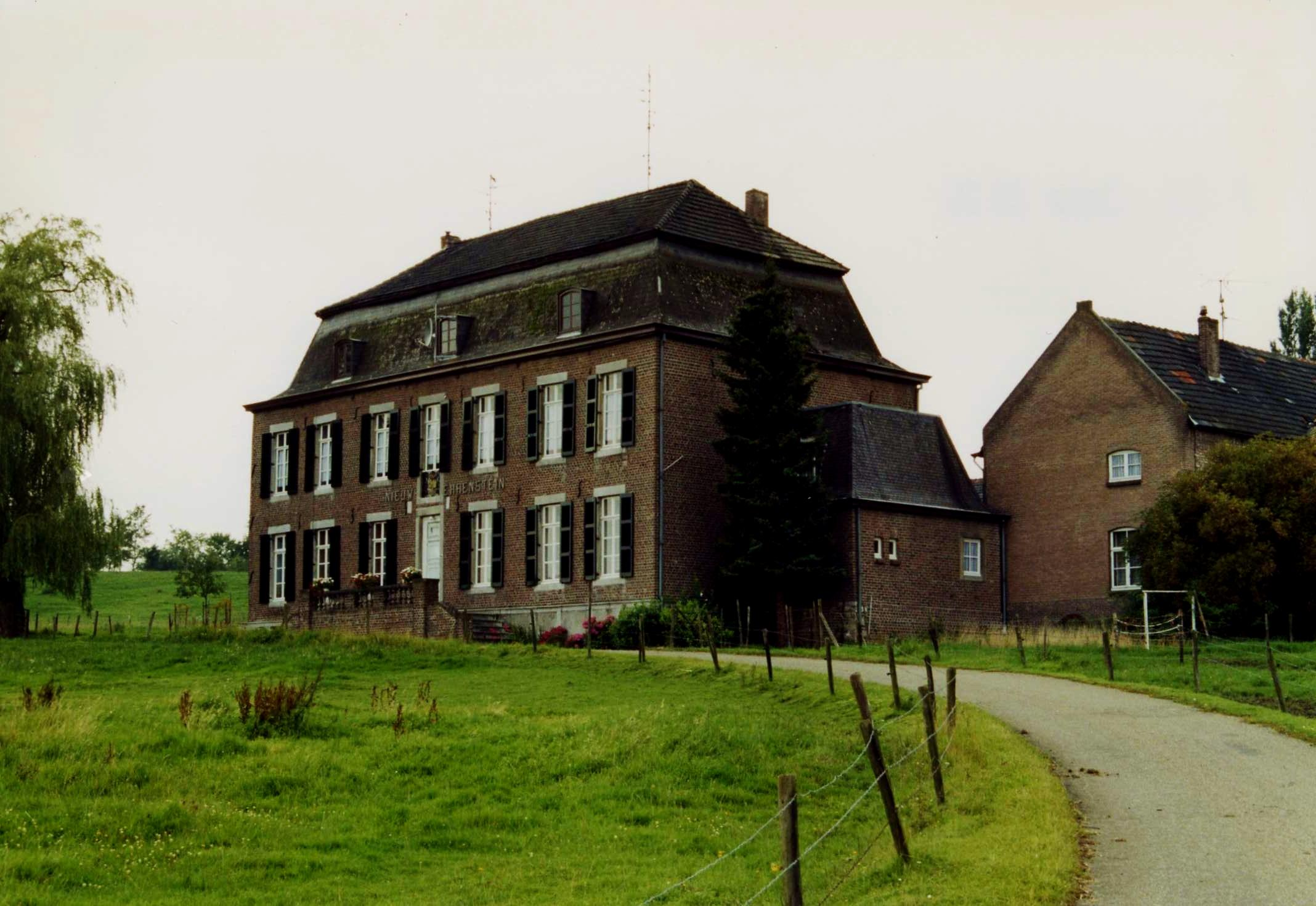
Het herenhuis van Nieuw Ehrenstein

Nieuw Ehrenstein is een kasteelachtige hoeve, gelegen in de Anstelvallei, in de Nederlandse gemeente Kerkrade.
De hoeve werd gebouwd in 1753 door Hendrik Poyck, kasteelheer van Kasteel Erenstein. Het was een pachthoeve van het kasteel. Dit werd van 1808 tot omstreeks 1920 bewoond door adellijke families: Von Verden, Corneli en De Maurissens. In deze tijd was het een comfortabele woonplaats, waartoe een groot landhuis onder mansardedak werd bijgebouwd. Ook waren er toen een mooie tuin en een serre. Toen het goed omstreeks 1920 werd verkocht, kreeg het weer de functie van boerderij. De tuinen verdwenen, het herenhuis werd gesplitst en in een der stallen werd ook een woning gebouwd.
Het complex bestaat uit het reeds genoemde grote herenhuis, dat, samen met de U-vormige boerderijgebouwen, een binnenplaats omsluit. Ook enkele andere gebouwen zijn nog aanwezig.
Door mijnschade raakte het complex in verval. Niettemin is er -dankzij permanente bewoning van het huis- nog veel over van het interieur uit 1830, waaronder de eikenhouten vloeren, muurschilderingen, stucplafonds en deuren.
In 1967 werd het goed aangekocht door de gemeente Kerkrade. Toen werd het nabijgelegen bedrijventerrein Dentgenbach ontwikkeld. Het boerderijgedeelte, niet meer in gebruik zijnde, raakte steeds verder in verval. Het huis bleef echter bewoond.
In 2015 startte de restauratie van het complex door de nieuwe eigenaar Stichting het Limburgs Landschap. Oktober 2019 werd in een deel van het voormalige boerderijcomplex een brasserie geopend. De bedoeling is dat de komende jaren ook de villa gerestaureerd wordt en vanaf 2022 gebruikt gaat worden als vakantieappartement.